# Paul Goffeny (Schiff)
Die Paul Goffeny war ein Schiff der Marine Nationale, das von 1948 bis 1968 in französischem Dienst stand. Es wurde als Flugsicherungsschiff Max Stinsky der deutschen Luftwaffe im Zweiten Weltkrieg gebaut und eingesetzt, das zweite von vier Schiffen der Klasse K V, benannt nach dem 1918 in Flandern gefallenen Marineflieger und Chef der Torpedostaffel I in Seebrügge, Leutnant zur See Max Stinsky (1895–1918). Schwesterschiffe waren die Karl Meyer, die Immelmann und die Boelcke. Die Schiffe waren der Hans Rolshoven und der vorangegangenen Krischan-Klasse sehr ähnlich.

## Bau und Technische Daten
Die Max Stinsky wurde 1939 bei der Norderwerft Köser & Meyer in Hamburg mit der Baunummer 732 auf Kiel gelegt und lief dort am 12. Oktober 1940 vom Stapel. Sie wurde am 7. August 1941 mit der Kennung K 52 in Dienst gestellt.
Das Schiff war 78 m lang und 10,8 m breit. Es hatte 3,7 m Tiefgang und verdrängte 1157 t (Standard) bzw. 1351 t (maximal). Die Antriebsanlage bestand aus vier 12-Zylinder-4-Takt-MAN-Dieselmaschinen mit zusammen 8800 PSi und zwei Schrauben; die Höchstgeschwindigkeit betrug 21,5 Knoten (leer) bzw. 18,5 Knoten (voll beladen). Das Schiff konnte bis zu 120 Tonnen Dieselöl bunkern und hatte damit einen Aktionsradius von 3350 Seemeilen bei einer Marschgeschwindigkeit von 18 Knoten. Das Schiff war ungepanzert und mit drei 3,7-cm- und zwei 2-cm-Fla-Geschützen bewaffnet. Die Bewaffnung wurde 1943/44 geändert, indem das 3,7-cm-Geschütz auf der Back durch ein 10,5-cm-Geschütz ersetzt wurde. Das Schiff war mit einem 18-t-MAN-Portal- und Dreh-Kran von 18 m Länge und einem Stell- und Arbeitsdeck achtern ausgestattet und konnte bis zu drei Wasserflugzeuge der Typen He 60, Do 18, He 114 oder Ar 196 aufnehmen. Die Besatzung bestand aus 66 Mann.

## Schicksal

### Zweiter Weltkrieg
Die Max Stinsky diente in Norwegen, wo sie u. a. im Februar 1942 Entfernungsmessungs-Übungen mit der Tirpitz im Trondheimfjord durchführte und am 16. März 1942 drei Tirpitz-Bordflugzeuge aufnahm, die im Fættenfjord bei Trondheim notgewassert waren.
Das Schiff verlegte später an die französische Atlantikküste, entkam nach der Besetzung Westfrankreichs durch die Alliierten nach Spanien und wurde dort interniert.

### Frankreich

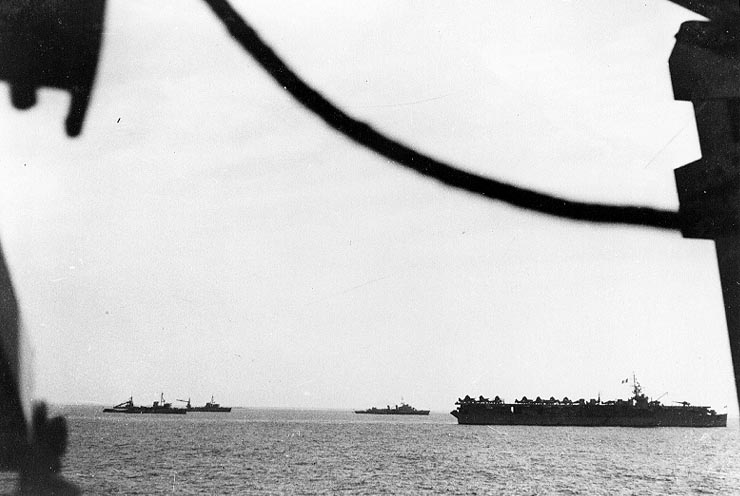
Französische Kriegsschiffe bei Nha Trang während der Operation „Meknes und Atlas“, 15.–19. April 1953. Rechts der Flugzeugträger La Fayette, links die beiden Flugzeugtender Paul Goffeny und Commandant Robert Giraud (die ehemals deutschen Flugsicherungsschiffe Max Stinsky und Immelmann). Das Schiff in der Mitte ist wahrscheinlich der Kolonialaviso Savorgnan-de-Brazza.

Nach Kriegsende wurde das Schiff im Dezember 1945 zunächst an Großbritannien ausgeliefert und schließlich im August 1946 im Rahmen der Reparationsvereinbarungen Frankreich zugesprochen. Das Schiff kam im Februar 1948 in seinen neuen Heimathafen Cherbourg und wurde mit dem Namen O. E. Paul Goffeny (Kennung: F754) in die Marine Nationale übernommen. Name und Kennung wurden schon kurz darauf in Paul Goffeny (A754) geändert. Das Schiff war nunmehr, zusätzlich zu dem 10,5-cm-Geschütz, mit zwei 4,0-cm-Fla-Geschützen auf dem Hauptdeck beiderseits der Brücke, vier 2,0-cm-Flak in zwei Zwillingslafetten achtern und einem 7,9-cm-Mörser bewaffnet. Die Besatzung bestand aus 78 Mann.
Das Schiff wurde im November 1948 als Landungs- und Kommandotrupptransporter in Dienst gestellt und nach Saigon entsandt, um dort im französischen Indochinakrieg die Kämpfe im Mekongdelta und an der Annamesischen Küste zu unterstützen. Die Paul Goffeny blieb dort bis August 1955, mit zwei Unterbrechungen zwecks Werftüberholung (1951 in Nantes und 1954 in Japan). Ihre Hauptaufgabe war der Transport von amphibischen Kampfgruppen und deren Booten und einem Wasserflugzeug (Supermarine Sea Otter oder Grumman G-21 Goose). Dabei wurden Schiff und Besatzung zweimal, im August 1949 und im Mai 1950, mit hohen militärischen Auszeichnungen bedacht. Am 21. Dezember 1952 explodierte die Bereitschaftsmunition im 10,5-cm-Geschützturm, wobei dessen gesamte Besatzung getötet wurde; ob es sich dabei um einen Unfall oder um Sabotage vietnamesischer Arbeiter handelte, ist nicht klar.
Im August 1955 verließ das Schiff Indochina und verlegte nach Dakar (Senegal) im damaligen Französisch-Westafrika, wo es am 3. November 1955 ankam. Von diesem neuen Heimathafen aus versah es bis 1964 Patrouillen- und Seenotrettungsdienst im Südatlantik und vor Westafrika sowie allgemeine Interessenvertretung Frankreichs in diesen Gewässern. In der letzten Septemberwoche 1958 (25.–28. September), als in Guinea der Volksentscheid über die sofortige Unabhängigkeit von Frankreich bevorstand, wurde die Paul Goffeny nach Conakry beordert, um dort die CFA-Franc Banknoten der Zentralbank durch französische Fallschirmjäger zu konfiszieren und dem jungen Staat damit seine Zahlungsmittel zu entziehen. 1959 wurde das Schiff in Cherbourg generalüberholt. Die Rückfahrt von Brest nach Dakar im September wurde dadurch verzögert, dass das Schiff vor Brest erst noch einige Freizeitsegler aus Seenot retten musste. Im Oktober war die Paul Goffeny in Dakar zurück, von wo aus sie dann eine lange Patrouillenfahrt entlang der westafrikanischen Küste bis nach Südafrika durchführte. Im Juni 1960 barg sie die Leichen von Passagieren einer bei Dakar abgestürzten Air-France-Maschine. Bald danach wurde sie vorübergehend in Pointe-Noire im damaligen Französisch-Kongo stationiert, um während des nach der Unabhängigkeit der ehemals belgischen Kolonie Belgisch-Kongo, nun Demokratische Republik Kongo, ausgebrochenen Sezessions- und Bürgerkriegs notfalls zum Schutz französischer Staatsbürger und Interessen eingreifen zu können. 1962 erfolgte eine Generalüberholung in Diégo Suarez (Madagaskar), und im März 1963 war das Schiff vor der brasilianischen Küste zum Schutz französischer Fischer im brasilianisch-französischen „Langustenkrieg“.
1964 ging die Paul Goffeny nach Cherbourg und wurde dort zum Vermessungs- und Forschungsschiff für die Mission Oceanographique de l’Atlantique Nord (MOAN) umgebaut. In dieser Funktion diente sie in den Azoren und im Nordatlantik bis 1968.
Im November 1968 wurde die Paul Goffeny außer Dienst gestellt und am 30. Dezember 1968 in die „Sonderreserve B“ überstellt. Das Schiff wurde im März/April 1970 in Cherbourg abgebrochen.